# カチャーシ☆ブギ
「カチャーシ☆ブギ」は、日本の歌。2013年8月-9月に、NHKの音楽番組『みんなのうた』で放送された、沖縄出身の音楽グループ「きいやま商店」の楽曲である。

## 概要
- 本作品は、2013年8月7日に発売された、きいやま商店の4枚目のアルバム『ダックァーセ!』に収録されている。
- 映像にはメンバー本人が出演している映像が放映されている。この起用に関しメンバーは、「嬉しかった」とインタビューで答えている[4]。
- 「カチャーシ」とは、沖縄民謡の踊り「カチャーシー」のこと。
- 2024年8月 - 9月の新曲「太陽のカーニバル」（歌：大江裕）が制作の都合[5]によりテレビ放送が出来ず、8月中は急遽本曲が差し替えで放送された[6]。
  - その際、右上に「放送内容を変更してお送りします」とテロップが表示され、曲名の上に初回放送期間が表示されなかった。
  - 新曲の差し替えは過去に1997年6月放送の「ごっつおさま」（歌：須貝智郎）が途中から「わたしのふるさと」（歌：ソロンゴ）に差し替えで放送された例がある。
  - なおこの放送期間中は本曲のアニメを手掛けた富永まいが2003年に制作した「ありんことひまわり」（歌：yoko）が再放送されていた。本曲との共演は今回が初である。
  - その後9月2日より「太陽のカーニバル」がテレビでも放送開始されたため、本曲は8月中の1ヶ月間のみの放送となった。